# 五个庙石窟
五个庙石窟，位于中国甘肃省酒泉市肃北蒙古族自治县，为一个全国重点文物保护单位，类型为石窟寺及石刻。
五个庙石窟的历史年代为北魏至五代。